# Pifilologia
A pifilologia é uma pseudociência que estuda as questões esotéricas e estéticas associadas à constante matemática {\displaystyle \pi }. Consiste também na criação de técnicas de mnemónica para facilitar a memorização das suas infinitas casas decimais. A palavra surge na junção do verbete pi, constante matemática, com o verbete filologia, ciência que estuda uma língua e faz a análise crítica das suas obras literárias. Assim a pifilologia estuda a cadeia infinita de números das casas decimais do número {\displaystyle \pi }. De referir, que sendo {\displaystyle \pi } um número irracional, tem infinitas casas decimais, sendo que os números destas não obedecem a qualquer padrão de repetição, logo a predição é impossível. 
Cálculos computacionais recentes de 2011, calcularam mais de 10 biliões (numeração europeia) de dígitos do {\displaystyle \pi }.

## Poema
Os diversos dígitos do {\displaystyle \scriptstyle {\pi }}, podem ser mais facilmente memorizados através de mnemónicas como por exemplo os piemas. 
Alguns piemas podem ser por exemplo:
- Cai a neve e novas ferrovias de marfim serão por casas trocadas

- Sim, é útil e fácil memorizar um número grato aos sábios

- Sou o medo e temor constante do menino vadio

- Nós e todo o mundo guardamos pi usando letra por número

### Piemaem verso
Sou o amor,
o homem impetuoso da libido
Homem que ataca mulheres atraentes,
meninas pecadoras que no céu imiscuem amor, paixão, fé, desejo, tudo!
Até que idolatro com as sereias pecadoras tanta fé!
Esbeltas mulheres para o musculado,
sereias e fêmeas pecadoras
Até idolatram serpentes com ardente macho.
O viril desejará as pecadoras iníquas doravante para amar.
De referir que o número de letras das palavras corresponde exatamente aos diversos dígitos do {\displaystyle \pi }. Considerando que {\displaystyle \pi \cong 3,141592653589793238462643383279502884197169399375105820974944}, repare-se que a primeira palavra tem 3 letras, a segunda palavra tem 1 letra, a terceira palavra tem 4 letras e assim sucessivamente. Há autores que se dedicaram mesmo a escrever contos e pequenas histórias usando esta sequência.